# Elecciones estatales de Schleswig-Holstein de 1958
La elección estatal en Schleswig-Holstein en 1958 fue la cuarta elección libre al parlamento de Schleswig-Holstein y tuvo lugar el 28 de septiembre de 1958. La CDU obtuvo una victoria significativa, fue la fuerza más fuerte por primera vez y pudo formar un gobierno CDU/FDP. El Bloque de los Refugiados y Expatriados dimitió del gobierno.

## Antecedentes
Tras las elecciones de 1954, se había formado una coalición integrada por la CDU, el FDP y el Bloque de los Refugiados, con Kai-Uwe von Hassel como ministro-presidente. Von Hassel volvió a posularse como candidato de la CDU en 1958.

## Exención de la SSW
De acuerdo con las declaraciones de Copenhague y Bonn, la SSW tuvo derecho por primera vez a obtener representación parlamentaria sin necesidad de sobrepasar el umbral del 5% de los votos. Gracias a esto, la SSW pudo obtener dos diputados en 1958 teniendo solo el 2,8%.

## Resultados
Los resultados fueron:
| Partido | Partido | Votos   | %    | Escaños |
| ------- | ------- | ------- | ---- | ------- |
|         | CDU     | 540.774 | 44,4 | 33      |
|         | SPD     | 436.966 | 35,9 | 26      |
|         | BHE     | 84.120  | 6,9  | 5       |
|         | FDP     | 65.140  | 5,4  | 3       |
|         | SSW     | 34.136  | 2,8  | 2       |
|         | DP      | 34.135  | 2,8  | -       |

La participación fue del 78,7%.

Se formó una coalición CDU/FDP y Kai-Uwe von Hassel se mantuvo en el cargo de primer ministro. Incluso su gabinete se mantuvo sin cambios a pesar de la salida de la BHE del gobierno. La razón fue el traslado de los ministros Lena Ohnesorge y Carl-Anton Schaefer (pertenecientes hasta entonces al Bloque de los Expulsados) a la CDU.